# Bruce Pittman
Pour les articles homonymes, voir Pittman.
Bruce Pittman est un réalisateur, producteur, scénariste et monteur né en 1950 à Toronto (Canada).

## Filmographie

### Réalisateur
- 1970 : The Maker and the Process (TV)
- 1974 : Saturday Night at the Movies (TV)
- 1978 : Talking Film (TV)
- 1979 : World According to Nicholas (TV)
- 1981 : The Olden Days Coat
- 1982 : I Know a Secret
- 1982 : David (TV)
- 198? : The Moviemakers (TV)
- 1983 : Home from Far (TV)
- 1983 : Cornet at Night (TV)
- 1984 : The Painted Door
- 1985 : La marque de Caïn
- 1985 : The Legs of the Lame
- 1986 : The Dream and the Triumph
- 1986 : Confidential
- 1986 : Adderly (TV)
- 1986 - 1992 : Ray Bradbury présente (TV)
- 1987 : Supercopter (TV)
- 1987 : Le Bal de l'horreur 2 : Hello Mary Lou (Hello Mary Lou: Prom Night II)
- 1988 : Chasing Rainbows (en) (TV)
- 1988 : La Cinquième Dimension (TV)
- 1988 - 1989 : Vendredi 13 (TV)
- 1989 : E.N.G. (TV)
- 1989 : Where the Spirit Lives
- 1990 : Street Legal (en) (TV)
- 1990 : Les Contes d'Avonlea (TV)
- 1990 : Une maison de fous (Maniac Mansion) (TV)
- 1990 - 1994 : Le Ranch de l'espoir (en) (Neon Rider) (TV)
- 1991 : La Chambre secrète (en) (The Hidden Room) (TV)
- 1991 - 1992 : Beyond Reality (TV)
- 1992 : Catwalk (TV)
- 1993 : Street law - La loi de la rue
- 1994 : Au nord du 60e (TV)
- 1994 : Silent Witness: What a Child Saw (TV)
- 1994 : Le Justicier des ténèbres (TV)
- 1995 : Harrison Bergeron (TV)
- 1995 - 1996 : TekWar (TV)
- 1996 : Captive Heart: The James Mink Story (TV)
- 1996 : Abus d'influence (TV)
- 1996 : Un rêve trop loin (TV)
- 1997 : Inondations: Un fleuve en colère (TV)
- 1997 : To Dance with Olivia (TV)
- 1997 : Un tandem de choc (TV)
- 1998 : Little Men (TV)
- 1998 - 1999 : Psi Factor, chroniques du paranormal ou Enquêtes mystérieuses ("PSI Factor: Chronicles of the Paranormal") (TV)
- 1999 : Locked in Silence (TV)
- 1999 : The City (TV)
- 1999 : The Secret Path (TV)
- 2000 : Un amour à toute épreuve (TV)
- 2000 : No Alibi
- 2001 : Doc (TV)
- 2001 : Destins croisés (TV)
- 2001 : Bienvenue à Paradise Falls (TV)
- 2001 : Silent Voice (TV)
- 2001 - 2002 : Sydney Fox, l'aventurière (TV)
- 2001 - 2002 : Invasion planète Terre (TV)
- 2002 : Tracker (TV)
- 2002 - 2004 : Sue Thomas, l'œil du FBI (TV)
- 2003 : Mutant X (TV)
- 2003 : Alien Tracker
- 2003 : Touchée en plein cœur (TV)

### Producteur
- 1970 : The Maker and the Process (TV)
- 1971 : Frankenheimer (TV)
- 1974 : Saturday Night at the Movies (TV)
- 1978 : Talking Film (TV)
- 1979 : World According to Nicholas (TV)
- 198? : The Moviemakers (TV)

### Scénariste
- 1978 : Talking Film (TV)
- 1979 : World According to Nicholas (TV)
- 198? : The Moviemakers (TV)
- 1985 : The Legs of the Lame
- 1986 : Confidential

### Monteur
- 1970 : The Maker and the Process (TV)
- 1978 : Talking Film (TV)
- 1979 : World According to Nicholas (TV)
- 198? : The Moviemakers (TV)
- 1985 : The Legs of the Lame
- 1986 : Confidential